# Brayan Ramírez (cầu thủ bóng đá)
Brayan Ramírez (sinh ngày 16 tháng 6 năm 1994) là một cầu thủ bóng đá người Honduras. Anh đại diện Honduras ở giải bóng đá tại Thế vận hội Mùa hè 2016.